# Port lotniczy Maczuliszczy
Port lotniczy Maczuliszczy – port lotniczy położony w miejscowości Maczuliszczy w obwodzie mińskim. Jest jednym z największych portów lotniczych na Białorusi. Używany jest do celów wojskowych.